# Stemma di Saint-Martin
Lo stemma di Saint-Martin è l'emblema identificativo di Saint-Martin, un territorio d'oltremare della Francia nei Caraibi.

## Caratteristiche
Lo stemma di Saint-Martin è costituito da uno scudo francese moderno con al suo interno la rappresentazione della baia di Marigot (la capitale del territorio d'oltremare), un pellicano che rappresenta la fauna dell'isola, un papavero per flora isolana, una nave che rappresenta l'attività principale degli isolani, la pesca, e una palma di fronte a un sole a rappresentare il turismo e il clima tropicale del luogo.
Nella parte superiore, in un rettangolo nero, fino al 2007 era presente la scritta dalle lettere gialle Ville de Saint-Martin, poiché Saint-Martin faceva parte della Guadalupa; dal 2007, la scritta fu cambiata in Collectivité de Saint-Martin, dal momento che Saint-Martin fu elevata al rango di territorio d'oltremare.